# Lista de partidos políticos da China
A República Popular da China (Zhōnghuá Rénmín Gònghéguó - 中华人民共和国) é um Estado de partido único sob a liderança do Partido Comunista Chinês (CCP) que se define na sua Constituição como  "ditadura democrático-popular, conduzida pela classe trabalhadora e baseada na aliança dos trabalhadores e dos camponeses — que é, no fundo, a ditadura do proletariado(...)" .  O art. 5° da Constituição de 04 de dezembro de 1982,  prevê, no entanto,  a existência de outros partidos além do Partido Comunista da China (Zhōngguó Gòngchǎndǎng - 中国共产党), que é denominado o partido dirigente. Entretanto, a dominação do Partido Comunista é tal que a China é efetivamente um estado de partido único, assim apenas o Partido Comunista Chinês detém o poder eficaz a nível nacional.
Apesar do sistema político da RPC permitir também a participação de outros partidos menores e pessoas sem filiação partidária no Congresso Nacional do Povo (NPC), na prática é impossível ou bastante difícil a eleição de qualquer destes para as instâncias superiores de representação em razão do sistema político, que se compõe de uma série de eleições indiretas.
Oito partidos menores, denominados de "partidos democráticos", também participam do sistema político sujeitando-se à liderança do partido dominante e cooperando com este: 
- Comitê Revolucionário do Partido Kuomintang da China (Zhōngguó Guómíndǎng Gémìngwěiyuánhuì - 中国国民党革命委员会)
- Liga Democrática da China (Zhōngguó Mínzhǔ Tóngméng - 中国民主同盟)
- Associação da Construção Democrática da China (Zhōngguó Mínzhǔ Jiànguó Huì - 中国民主建国会)
- Associação de Fomento da Democracia da China (Zhōngguó Mínzhǔ Cùjìn Huì - 中国民主促进会)
- Partido Democrático Camponês e Operário da China (Zhōngguó Nónggōng Mínzhǔ Dǎng - 中国农工民主党)
- Partido Zhi Gong (Zhōngguó Zhi Gōng Dǎng - 中国致公党)
- Sociedade de Três de Setembro da China (Jǐusān Xuéhuì - 九三学会)
- Liga para Democracia e Autonomia de Taiwan (Táiwān Mínzhǔ Zìzhì Tóngméng - 台湾民主自治同盟)

Estes partidos existem desde antes da Revolução de 1949 na China.